# Hofteatret
Il Museo Teatrale dell'Hofteatret è un'istituzione museale privata situata all'interno dell'antico Hofteatret (teatro di corte) danese.

## Storia

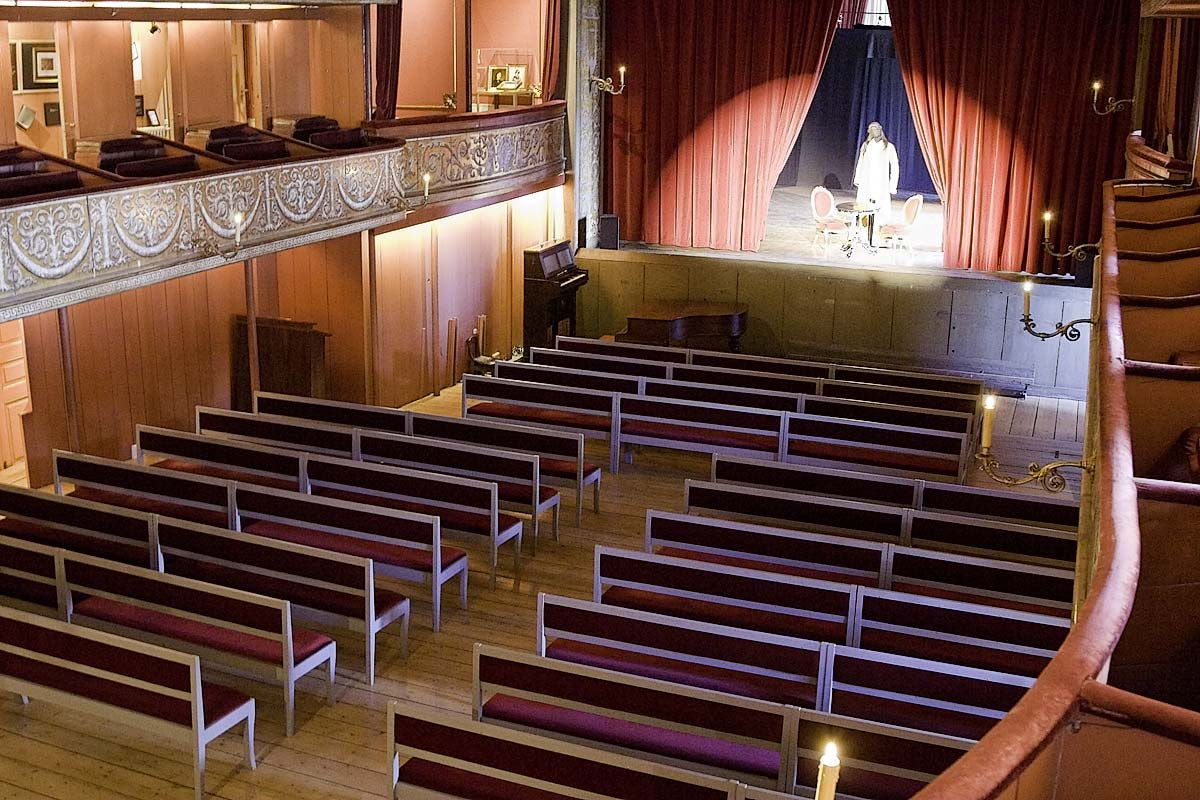
La platea interna

La struttura dell'antico Hofteatret venne costruita da re Cristiano VII di Danimarca che decise di realizzare a tutti gli effetti un luogo dove tenere rappresentazioni teatrali che precedentemente avevano luogo nella sala da pranzo del palazzo reale. I lavori per la realizzazione del teatro ebbero inizio nel 1766 e vennero terminati nel gennaio del 1767, con pitture interne di Nicolas-Henri Jardin. Lo spazio, ampio, era utilizzato sia come teatro che come sala da ballo per la corte reale.
Nel 1842, il teatro venne ricostruito in stile biedermeier come appare ancora oggi. A partire dal 1881, con la costruzione del nuovo teatro di corte, il teatro venne sempre meno utilizzato al punto che si vendettero puntualmente quasi tutte le sue attrezzature sceniche per poi essere del tutto chiuso.
In sua sostituzione, nel 1912 vi venne fondato un museo promosso da un gruppo di melomani amanti del teatro. Sotto la guida di Robert Neiiendam (1880–1966), primo presidente poi del Museo Teatrale del Teatro di corte, l'istituzione venne spostata nel vecchio teatro di corte danese nel 1922.
Il museo conserva ancora la memoria del teatro danese mettendo in mostra documenti, quadri, corrispondenze, costumi, maquette e progetti scenici. Il teatro di corte è attualmente parte dell'esposizione museale stessa ed il pubblico vi ha libero accesso. L'auditorium è utilizzato anche per molti eventi pubblici come letture, concerti e piccole rappresentazioni. Il programma televisivo Det Nye Talkshow - med Anders Lund Madsen viene trasmesso dal vivo dal Teatro di Corte danese.

## Direttori
- 1767-1770: Conrad Holck
- 1770-1772: Enevold Brandt

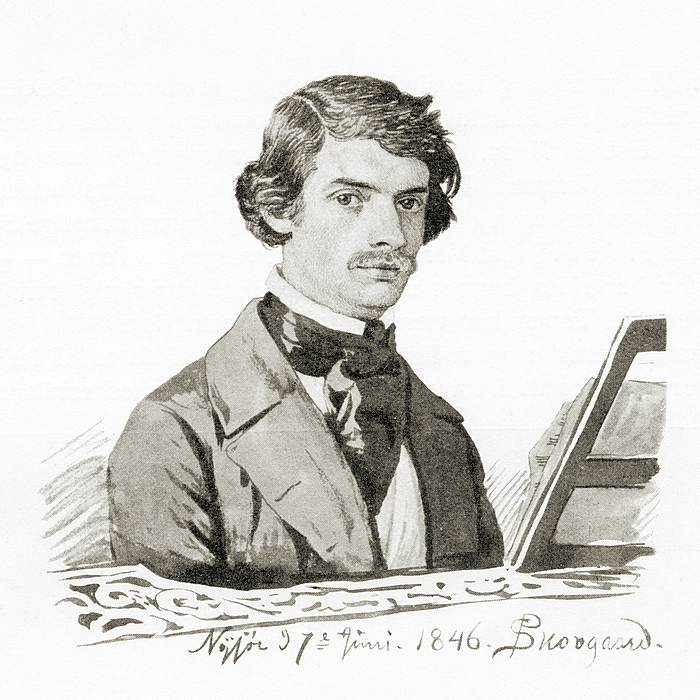
Paolo Sperati (Torino, direttore d'orchestra del teatro dal 1841 al 1849.
P.C. Skovgaard, 1846

- 1774-1784: Sotto la direzione del Teatro Reale
- 1784-1842: Sotto la diretta amministrazione del re
- 1842-1854: Compagnie d'opera italiane
- 1855-1857: Hans Wilhelm Lange
- 1857-1881: Sotto la diretta amministrazione del re
- 1881-1922: Chiuso al pubblico
- Dal 1922: Definitivo trasferimento del museo